# Paphinia herrerae
Paphinia herrerae là một loài thực vật có hoa trong họ Lan. Loài này được Dodson mô tả khoa học đầu tiên năm 1989.

## Hình ảnh

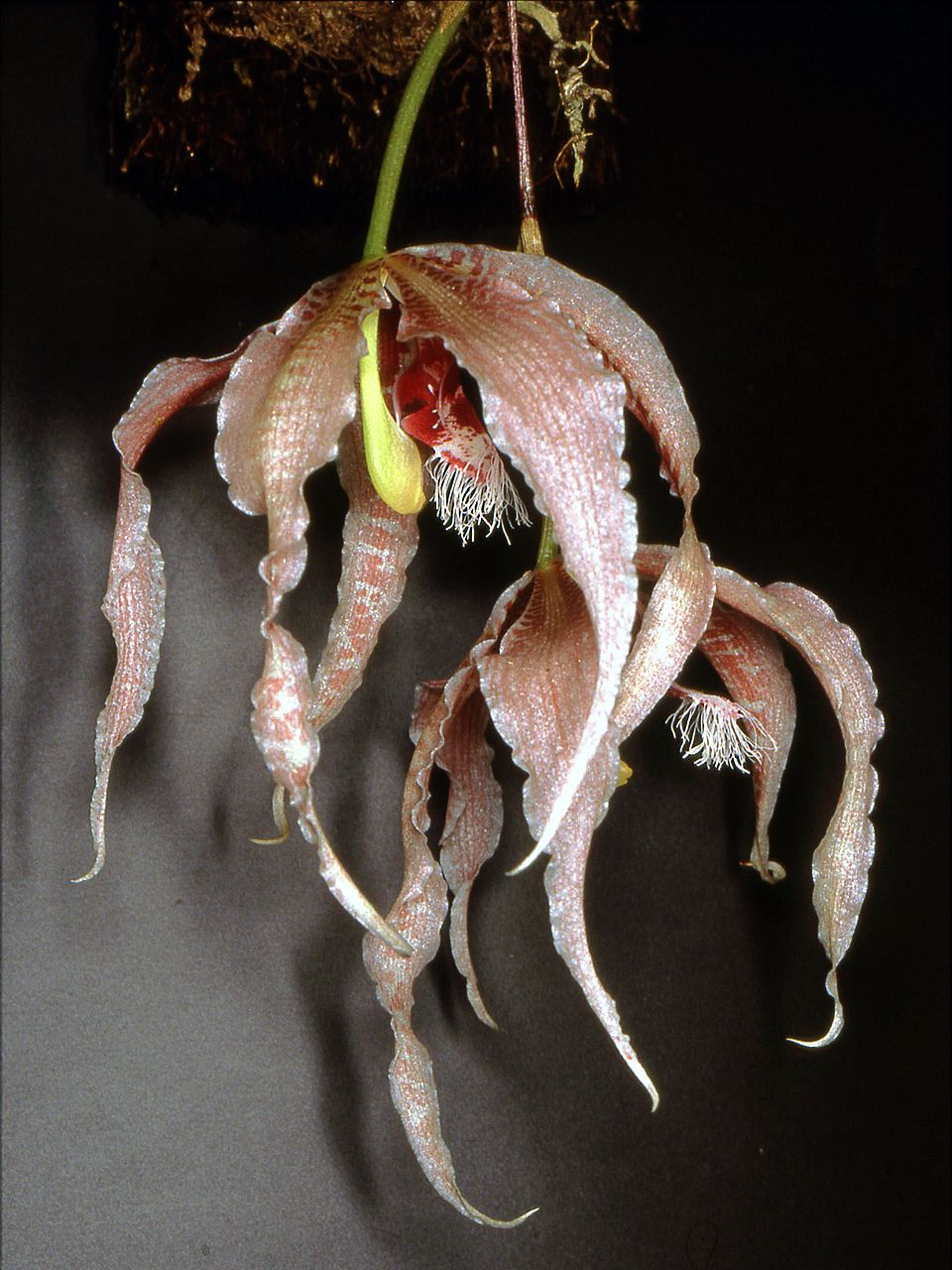
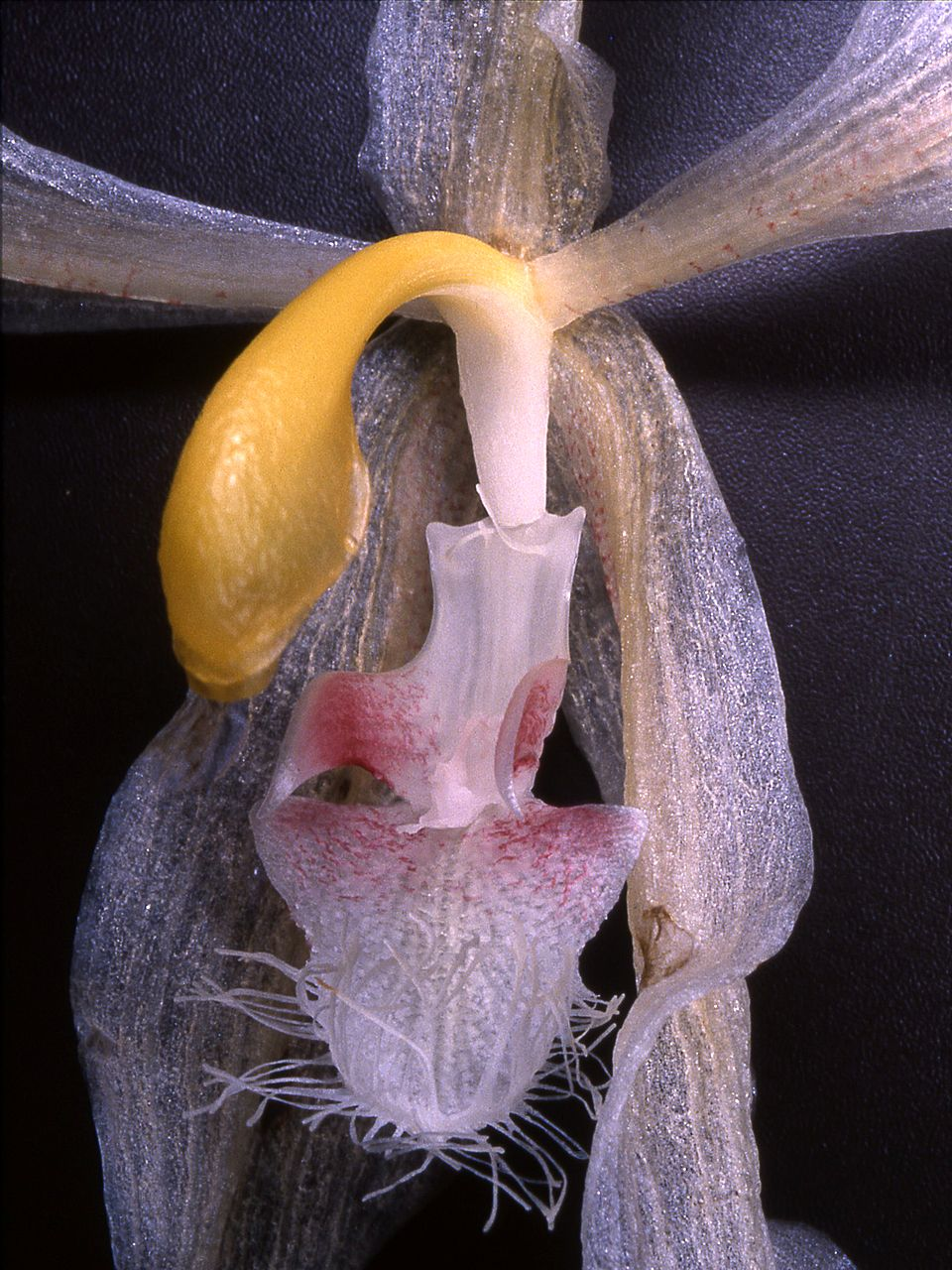
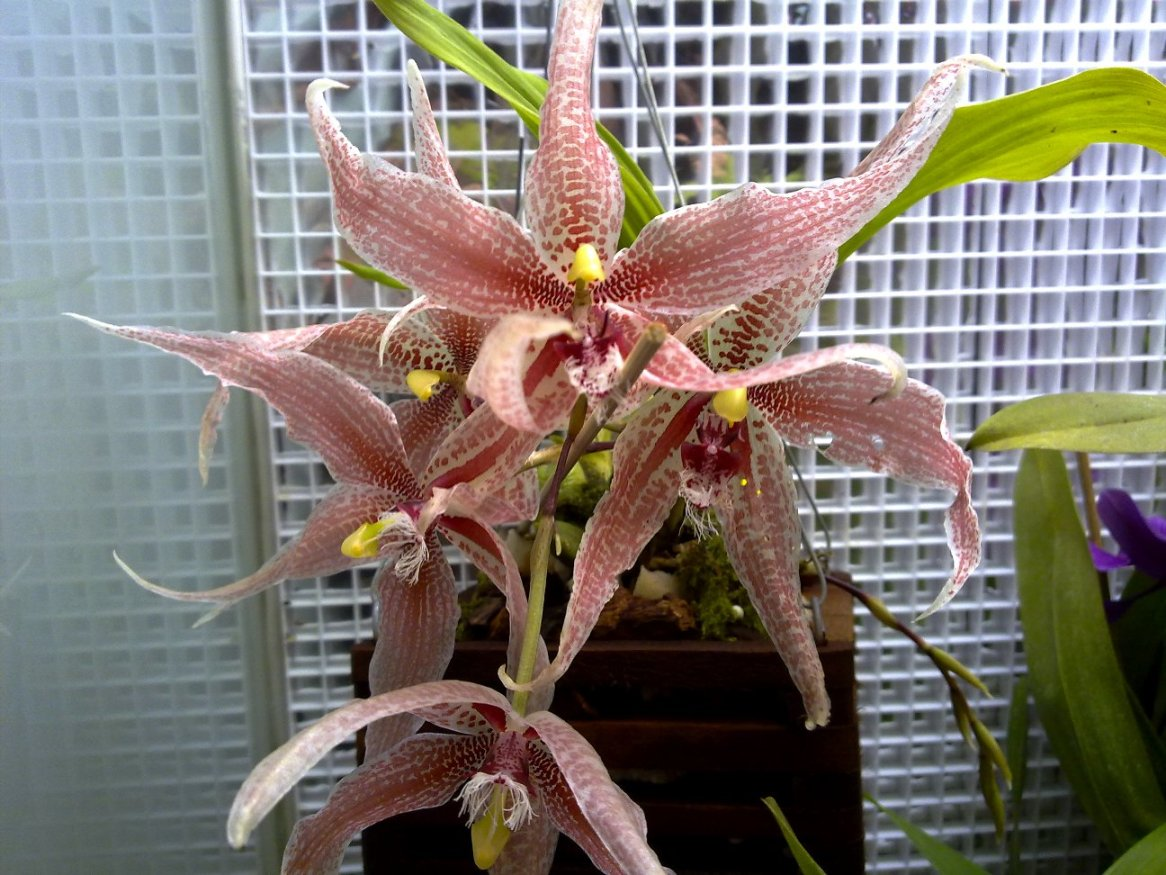